# Qalaqayın
Qalaqayın (også Galagain og Kalagayny) er en landsby og den mest folkerige kommune bortset fra hovedstaden Sabirabad i Sabirabad Rayon i Aserbajdsjan. Den har en befolkning på 7.489.